# Богданівка (Новоукраїнський район)
Богдані́вка — село в Україні, у Тишківській сільській громаді Новоукраїнського району Кіровоградської області. Населення становить 40 осіб. Орган місцевого самоврядування — Тишківська сільська рада.

## Населення
Згідно з переписом УРСР 1989 року чисельність наявного населення села становила 141 особа, з яких 55 чоловіків та 86 жінок.
За переписом населення України 2001 року в селі мешкало 40 осіб.

### Мова
Розподіл населення за рідною мовою за даними перепису 2001 року:
| Мова       | Відсоток |
| ---------- | -------- |
| українська | 95,00 %  |
| російська  | 5,00 %   |